# Terelimella benthicola
Terelimella benthicola är en snäckart som beskrevs av Dell 1956. Terelimella benthicola ingår i släktet Terelimella och familjen Pyramidellidae. Inga underarter finns listade i Catalogue of Life.